# Лямбда Волопаса
Лямбда Волопаса (лат. λ Boötis), 19 Волопаса (лат. 19 Boötis), HD 125162 — одиночная звезда в созвездии Волопаса на расстоянии приблизительно 99 световых лет (около 30,3 парсеков) от Солнца. Видимая звёздная величина звезды — +4,18m. Возраст звезды определён как около 290 млн лет.

## Характеристики
Лямбда Волопаса — белая звезда спектрального класса A0Va, или A3V, или A0. Масса — около 2 солнечных, радиус — около 1,856 солнечного, светимость — около 16,982 солнечных. Эффективная температура — около 8174 K.

## Описание
Звезда имеет историческое название Аулад аль Дхиба от арабского Al Aulād al Dhiʼbah, что означает «щенок гиены».
Светимость звезды превосходит солнечную в 16 раз, а температура поверхности равна 8 900 K, из чего можно предположить, её масса равна двум солнечным. Учитывая, что её экваториальная скорость вращения равна 128 км/с и радиус в 1,7 раза превышает солнечный, можно вычислить, что звезда вращается с периодом менее чем две трети дня. Все эти характеристики вполне обычны для подобных звёзд.
Необычным является странный химический состав Лямбды Волопаса. Её внешние слои показывают недостаток металлов (хрома, бария, никеля, титана) примерно в десять раз, тогда как другие элементы встречаются в более или менее нормальной концентрации. Такие звезды (звёзды типа Лямбда Волопаса), встречаются очень редко: в настоящее время их известно лишь около 50. Многие звёзды спектральных классов А и B (Нат и Гамма Ворона, например) имеют неравномерную распространенность химических элементов в результате расслоения тяжёлых и лёгких элементов в тихой атмосфере. Но атмосфера Лямбды Волопаса не является спокойной и это создаёт почву для различных гипотез. Преобладающей идеей является то, что звезда весьма молода и окружена плотным газопылевым облаком: пылинки абсорбируют атомы металлов из газа. Давление звёздного света выметает пыль от звезды, в то время как обеднённый металлами газ оседает внутрь, чтобы стать частью звезды. Впрочем это только одна из гипотез.

## Планетная система
В 2019 году учёными, анализирующими данные проектов HIPPARCOS и Gaia, у звезды обнаружена планета.